# Stone (band)
Stone är ett thrash metal-band från Kervo, Finland, som bildades under 1980-talet. Roope Latvala, också i Children of Bodom, är gitarrist i bandet, som fortfarande är aktivt.

## Medlemmar
Nuvarande medlemmar
- Janne Joutsenniemi – basgitarr, sång (1985–1991, 1999, 2000, 2008, 2012–)
- Pekka Kasari – trummor (1985–1991, 1999, 2000, 2008, 2012–)
- Roope Latvala – gitarr (1985–1991, 1999, 2000, 2008, 2012–)
- Markku Niiranen – gitarr (1990–1991, 1999, 2000, 2008, 2012–)

Tidigare medlemmar
- Jiri Jalkanen – gitarr (1985–1990)

## Diskografi
Demo
- 1986 – Demo 1
- 1987 – Demo 2
- 1991 – "Mad Hatter's Den" / "Emotional Playground"

Studioalbum
- 1988 – Stone
- 1989 – No Anaesthesia!
- 1990 – Colours
- 1991 – Emotional Playground

Livealbum
- 1992 – Free

EP
- 1990 – Empty Suit

Singlar
- 1987 – "Real Delusion" / "Day of Death"
- 1988 – "Back to the Stone Age" / "Symptom of the Universe"
- 1988 – "Get Stoned" / "No Commands"

Samlingsalbum
- 1998 – Stoneage
- 2008 – Stoneage 2.0
- 2013 – Complete (9xCD + DVD)

Video
- 2007 – Get Stoned, Stay Stoned (DVD)